# Razumevanje prirodnog jezika
Razumevanje prirodnog jezika ili interpretacija prirodnog jezika je podskup obrade prirodnog jezika u veštačkoj inteligenciji koja se bavi mašinskim razumevanjem čitanja. Razumevanje prirodnog jezika smatra se problemom koji je težak za veštačku inteligenciju.
Postoji značajan komercijalni interes u ovoj oblasti zbog njene primene na automatizovano rezonovanje, mašinsko prevođenje, odgovaranje na pitanja, prikupljanje vesti, kategorizaciju teksta, glasovnu aktivaciju, arhiviranje i analizu sadržaja velikih razmera.

## Istorija
Program STUDENT, koji je 1964. napisao Daniel Bobrov za svoju doktorsku disertaciju na MIT-u, jedan je od najranijih poznatih pokušaja kompjuterskog razumevanja prirodnog jezika. Osam godina nakon što je Džon Makarti skovao termin veštačka inteligencija, Bobrova disertacija (nazvana Unos prirodnog jezika za računarski sistem za rešavanje problema) pokazala je kako računar može da razume jednostavan unos prirodnog jezika za rešavanje problema sa rečima iz algebre.
Godinu dana kasnije, 1965, Džozef Vajzenbaum sa MIT-a napisao je ELIZA, interaktivni program koji je vodio dijalog na engleskom o bilo kojoj temi, a najpopularnija je bila psihoterapija. ELIZA je radila jednostavnim raščlanjivanjem i zamenom ključnih reči u spremne fraze, a Vajzenbaum je zaobišao problem davanja programu baze podataka o stvarnom svetu ili bogatog leksikona. Ipak, ELIZA je stekla iznenađujuću popularnost kao projekat igračkа i može se posmatrati kao veoma rani prethodnik trenutnih komercijalnih sistema poput onih koje koristi Ask.com.
Godine 1969, Rodžer Šank sa Univerziteta Stanford uveo je teoriju konceptualne zavisnosti za razumevanje prirodnog jezika. Ovaj model, delimično pod uticajem rada Sidneja Lama, uveliko su koristili Šankovi studenti na Jejl univerzitetu, kao što su Robert Vilenski, Vendi Lenert i Dženet Kolodner.
Godine 1970, Vilijam A. Vuds je predstavio proširenu tranicionu mrežu (ATN) koja predstavlja unos prirodnog jezika. Umesto pravila strukture fraze, ATN su koristili ekvivalentan skup automata konačnog stanja koji su rekurzivno pozivani. ATN-ovi i njihov opštiji format koji se nazivaju „generalizovani ATN-ovi” nastavili su da se koriste tokom nekoliko godina.
Godine 1971, Teri Vinograd je završio pisanje SHRDLU za svoju doktorsku tezu na MIT-u. SHRDLU je mogao da razume jednostavne engleske rečenice u ograničenom svetu dečijih blokova da bi upravljao robotskom rukom pri pomeranju predmeta. Uspešna demonstracija SHRDLU-a dala je značajan zamah za nastavak istraživanja. Vinograd je nastavio da vrši veliki uticaj u ovoj oblasti objavljivanjem svoje knjige Jezik kao kognitivni proces. Na Stanfordu, Vinograd će kasnije savetovati Larija Pejdža, koji je suosnivač Gugla.
Tokom 1970-ih i 1980-ih, grupa za obradu prirodnog jezika u SRI Internašonalu nastavila je istraživanje i razvoj u ovoj oblasti. Preduzeti su brojni komercijalni napori zasnovani na istraživanju, na primer 1982. Gari Hendriks je osnovao Simantek korporaciju prvobitno kao kompaniju za razvoj interfejsa prirodnog jezika za upite baze podataka na ličnim računarima. Međutim, sa pojavom grafičkih korisničkih interfejsa vođenih mišem, Simantek je promenio pravac. Brojni drugi komercijalni napori su pokrenuti otprilike u isto vreme, na primer Lari R. Haris iz Korporacije za veštačku inteligenciju i Rodžer Šank i njegovi studenti u Kognitivnim sistemima. Godine 1983, Majkl Dajer je razvio sistem BORIS na Jejlu koji je imao sličnosti sa radom Rodžera Šenka i V. G. Lenerta.
Početkom dvadeste prvog veka su uvedeni sistemi koji koriste mašinsko učenje za klasifikaciju teksta, kao što je IBM Votson. Međutim, stručnjaci raspravljaju o tome koliko „razumevanja“ takvi sistemi pokazuju: na primer, prema Džonu Sirlu, Votson nije ni razumeo pitanja.
Džon Bol, kognitivni naučnik i izumitelj Patomske teorije, podržava ovu procenu. Obrada prirodnog jezika je napravila prodor u aplikacije koje podržavaju ljudsku produktivnost u uslugama i e-trgovini, ali je to u velikoj meri omogućeno sužavanjem obima aplikacije. Postoje hiljade načina da se zatraži nešto na ljudskom jeziku, što još uvek prkosi konvencionalnoj obradi prirodnog jezika. Prema Vajbu Vegemansu, „smisleni razgovor sa mašinama je moguć samo kada svaku reč povežemo sa ispravnim značenjem na osnovu značenja drugih reči u rečenici – baš kao što trogodišnjak čini bez nagađanja.”